# ماريو جنتيلي
ماريو جنتيلي (بالإيطالية: Mario Gentili)‏ مواليد 31 يناير 1913 في براتو - الوفاة 19 يناير 1999، كان دراج إيطالي. سبق أن شارك في دورة الألعاب الأولمبية الصيفية وفاز بميدالية أولمبية.

## الميداليات
| الميدالية | المسابقة                       |
| --------- | ------------------------------ |
| فضية      | الألعاب الأولمبية الصيفية 1936 |

## روابط خارجية
- ماريو جنتيلي على موقع أرشيف الدراجات (الإنجليزية)
- ماريو جنتيلي على موقع CycleBase (الإنجليزية)
- ماريو جنتيلي على موقع أوليمبيديا (الإنجليزية)
- ماريو جنتيلي على موقع اللجنة الأولمبية الإيطالية (الإيطالية)